# I signori di Roma
'I signori di Roma' (in lingua originale Masters of Rome) è una serie di 7 romanzi storici della scrittrice australiana Colleen McCullough, ambientata nell'antica Roma durante gli ultimi giorni della Repubblica romana; principalmente racconta le vite di Gaio Mario, Lucio Cornelio Silla, Gneo Pompeo, Gaio Giulio Cesare e Augusto, coprendo un arco narrativo che va dal 1º gennaio 110 a.C. fino al 16 gennaio 27 a.C.

## Storia editoriale
La McCullough in origine decise di chiudere la serie con The October Horse, perché secondo lei la caduta definitiva della Repubblica romana ebbe luogo dopo la battaglia di Filippi, con la morte degli assassini di Cesare. In risposta alle pressioni dei fan, la McCullough pubblicò Cleopatra nel settembre 2007 nel Regno Unito e nel dicembre 2007 negli Stati Uniti; Bob Carr, ex premier del Nuovo Galles del Sud e fan della serie, fece una campagna per far scrivere all'autrice altri romanzi.

## Struttura
Ogni libro della serie presenta un glossario dettagliato, illustrazioni disegnate a mano dei personaggi principali e note di McCullough che espongono dettagliatamente il suo ragionamento per ritrarre determinati eventi in determinati modi.
I libri, pubblicati dalla McCullogh, sono sette:
1. I giorni del potere (1990)
2. I giorni della gloria (1991)
3. I favoriti della fortuna (1993)
4. Le donne di Cesare (1995)
5. Cesare, il genio e la passione (1997)
6. Le idi di marzo (2002)
7. Cleopatra (2007)

## Personaggi
Oltre a Cesare, Pompeo, Mario, Silla e Augusto, anche altre importanti figure storiche compaiono e recitano parti importanti della serie come Mitridate VI del Ponto, Marco Emilio Scauro, Publio Rutilio Rufo, Quinto Sertorio, Marco Livio Druso, Giugurta, Spartaco, Marco Licinio Crasso, Marco Tullio Cicerone, Marco Calpurnio Bibulo, Marco Flavio Catone, Publio Clodio Pulcro, Tito Annio Milo, Vercingetorige, Marco Giunio Bruto, Gaio Cassio Longino, Marco Antonio, Cleopatra, Tolomeo XV e Marco Vipsanio Agrippa.